# Джоэ Май
Джоэ Май, также Джо Мэй (нем. Joe May, настоящее имя Йозеф Отто Мандель; нем. Joseph Otto Mandel; 7 ноября 1880 Вена, Австрия — 29 апреля 1954, Лос-Анджелес, США) — немецкий и американский кинорежиссёр и продюсер еврейского происхождения, один из пионеров немецкого кинематографа.

## Биография и карьера
Йозеф Отто Мендель родился 7 ноября 1880 года в Вене. Будучи наследником богатого состояния Мендель быстро промотал его. В 1902 году женился на певице Гермине Пфлегер. Впоследствии она приняла сценическое имя Миа Май, после чего Мендель называл себя Джое Май.
После обучения в Берлине и различных случайных работ он начал свою творческую карьеру в качестве режиссёра оперетт в Гамбурге. В 1912 году дебютировал в кино. В 1913—1914 годах для фирмы Continental Film поставил серию успешных приключенческих лент, героем которых был детектив Стюарт Веббс. В 1915 году основал собственную производственную фирму, продолжив детективную серию теперь уже с Джоэ Деббсом в качестве главного героя.
Во время Первой мировой войны после многочисленных детективных лент взялся за серьёзный проект — «Хильда Варрен и смерть» (1917), сценарий которого написал демобилизованный австрийский офицер Фриц Ланг. В 1920-х годах под влиянием стиля «камершпиле» и «новой вещественности» поставил свои лучшие фильмы «Возвращение домой» (1928) и «Асфальт» (1929).
В 1934 году после прихода к власти Гитлера эмигрировал из Германии, переехал в Голливуд, где поставил ряд малозначимых в художественном отношении фильмов вроде «Возвращение человека-невидимки» (1940). Впоследствии оставил кино и открыл в Голливуде ресторан.
Был женат на актрисе Миа Май, от брака с которой имел дочь, Еву Май, также ставшую актрисой.

## Избранная фильмография

### В Германии
- 1913 — Таинственная вилла / Die geheimnisvolle Villa
- 1917 — Хильда Варрен и Смерть / Hilde Warren und der Tod
- 1918 — Жертва / Das Opfer
- 1918 — Нищая графиня / Die Bettelgräfin
- 1918 — Крыса / Die Ratte
- 1919 — Правда побеждает / Veritas vincit
- 1920 — Блуждающий образ / Das wandernde Bild)
- 1921 — Индийская гробница / Das indische Grabmal
- 1923 — Трагедия любви / Tragödie der Liebe
- 1925 — Фермер из Техаса /  Der Farmer aus Texas
- 1928 — Возвращение / Heimkehr
- 1929 — Асфальт / Asphalt

### В США
- 1934 — Музыка в воздухе / Music in the Air
- 1937 — Признание / Confession
- 1940 — Дом о семи фронтонах / The House of the Seven Gables
- 1940 — Возвращение человека-невидимки / The Invisible Man Returns